# Heye (köping i Kina, Hunan, lat 25,51, long 112,70)
Heye (kinesiska: 荷叶, 荷叶镇) är en köping i Kina. Den ligger i provinsen Hunan, i den södra delen av landet, omkring 300 kilometer söder om provinshuvudstaden Changsha.
Genomsnittlig årsnederbörd är 1 932 millimeter. Den regnigaste månaden är maj, med i genomsnitt 308 mm nederbörd, och den torraste är oktober, med 38 mm nederbörd.